# لندر گابیلوندو
لندر گابیلوندو (انگلیسی: Lander Gabilondo؛ زادهٔ ۳۰ آوریل ۱۹۸۷) بازیکن فوتبال اهل اسپانیا است.
از باشگاه‌هایی که در آن بازی کرده‌است می‌توان به باشگاه فوتبال سوئیندون تاون اشاره کرد.